# De Havilland DH.88 Comet

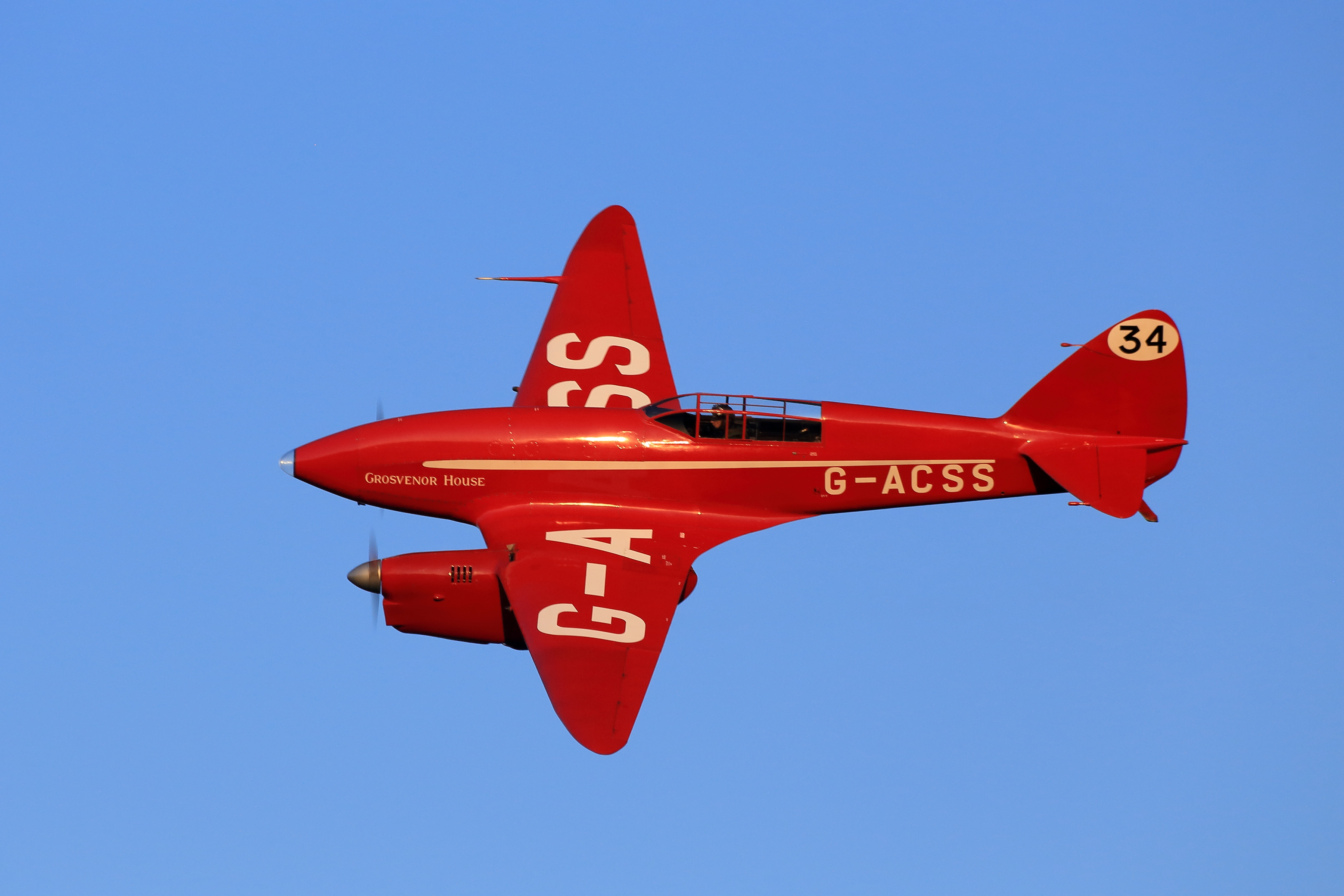
De Havilland DH.88 Comet

De De Havilland DH.88 Comet was een Engels tweemotorig langeafstandsracevliegtuig dat werd gebouwd door vliegtuigbouwer De Havilland. Het vliegtuig was speciaal ontworpen om mee te doen aan de MacRobertson Race van Londen naar Melbourne (Engeland naar Australië). De eerste vlucht was op 8 september 1934, slechts zes weken voor de start van de race.

## Ontwerp
Het ontwerp van de DH.88 Comet was speciaal afgestemd op de MacRobertson Race waarbij een groot vliegbereik en een hoge kruissnelheid belangrijke randvoorwaarden waren. Het vliegtuig werd in februari 1934 te koop aangeboden aan potentiële deelnemers aan de race. De vraagprijs van £5000,- lag onder de kostprijs. Het DH.88 project was bedoeld als demonstratie van de Havilland’s kwaliteiten als vliegtuigbouwer. De eerste vlucht in september 1934 was slechts zes weken voor de start van de race. In deze korte periode werden nog de nodige veranderingen doorgevoerd.
Ontwerper Arthur Hagg koos voor een houten constructie; alleen de motorophanging en het landingsgestel waren van metaal. Het toestel had een aantal belangrijke innovaties: de romp en de vleugels bestonden uit een zelfdragende monocoque constructie, de vrijdragende vleugels waren uitgerust met verstelbare welvingskleppen en alle besturingsvlakken waren gebalanceerd. Het toestel had een intrekbaar landingsgestel en een lage gesloten cockpit, waarin de twee bemanningsleden achter elkaar zaten. Het zicht naar voren was zeer beperkt. De twee luchtgekoelde zescilinder Gipsy Six R lijnmotoren waren speciaal opgevoerd voor een optimaal vermogen en uitgevoerd met een extra smal motorblok. De propellers waren verstelbaar.

## MacRobertson Race

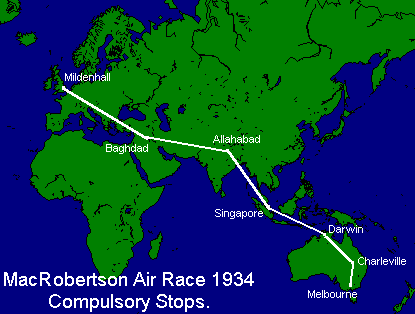
Macrobertson Race routekaart (1934)

De Havilland DH.88 Comet, ‘Grosvenor House’ G-ACSS, in Martin Place, Sydney 12 november 1934.

De start van de 18.200 km lange Macrobertson Race van Engeland naar Australië was op 20 oktober 1934. Twintig toestellen gingen er daadwerkelijk van start, waarvan er negen binnen de gestelde tijd in Melbourne finishten. Drie vliegtuigen kwamen te laat binnen en acht toestellen moesten opgeven.
Er deden drie De Havilland DH.88 Comet toestellen mee:
- G-ACSP Black Magic (uitgevallen). Het team van de bekende vliegers Jim Mollison en zijn vrouw Amy Johnson bereikte Karachi (in toenmalig India) weliswaar in een recordtijd, maar kwam daarna door navigatiefouten in de problemen. Ze waren genoodzaakt op een afgelegen locatie lage kwaliteit autobenzine te tanken, waardoor beide motoren van hun vliegtuig onherstelbaar werden beschadigd.
- G-ACSS Grosvenor House (winnaar). Deze rode D.88 werd gevlogen door de piloten Charles Scott en Tom Campbell Black. Het team werd gesponsord door het Grosvenor House hotel. Ondanks motorproblemen wisten zij de race te winnen in een tijd van 70 uur, 54 minuten en 18 seconden (19 uur vóór de Nederlandse Douglas DC-2 Uiver, die tweede werd).
- G-ACSR - naamloos, groen geverfd (vierde plaats). Deze groene DH.88 werd gevlogen door Ken Waller en Owen Cathcart Jones. Onderweg werden ze geplaagd door navigatieproblemen in het donker, benzinegebrek en technische moeilijkheden. Uiteindelijke werden ze vierde in een tijd van 108 uur, 13 minuten en 30 seconden.

## Recordvluchten
Er werden in totaal vijf DH.88 Comet racevliegtuigen gebouwd die in de jaren 1930 verantwoordelijk waren voor vele recordvluchten en wedstrijdsuccessen.
De G-ACSS Grosvenor House is in 1987 geheel gerestaureerd en neemt sindsdien als luchtwaardig museumvliegtuig deel aan vliegshows en tentoonstellingen.

## Specificaties
- Type: De Havilland DH.88 Comet

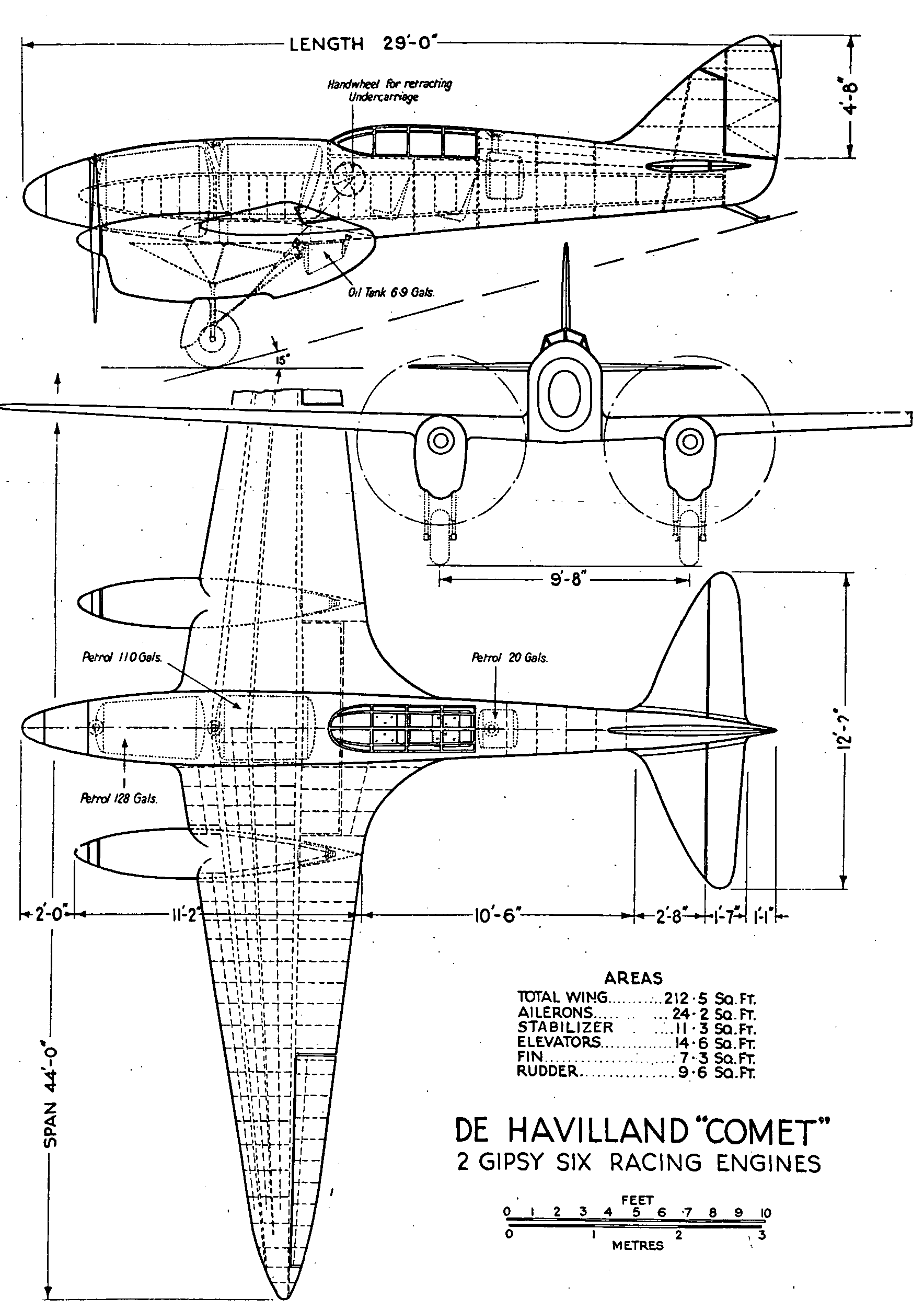
De Havilland DH.88 Comet tekening met 3 aanzichten

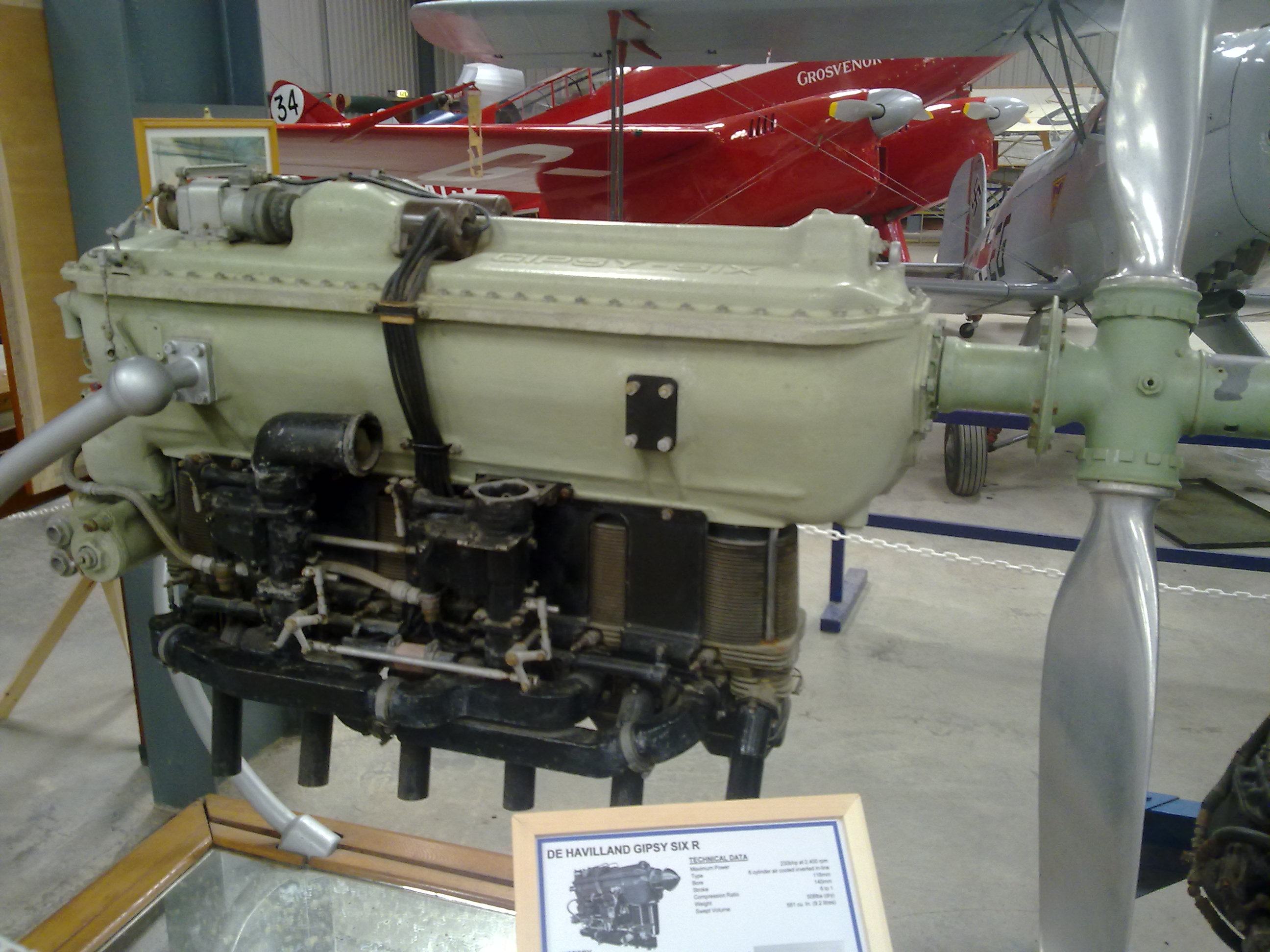
De De Havilland Gipsy Six R racemotor van de DH.88 Comet Grosvenor House, een luchtgekoelde zescilinder omgekeerde lijnmotor (230 pk, 170 kW).

- Bemanning: 2 (zitplaatsen in tandem)
- Lengte: 8,8 m
- Spanwijdte: 13,0 m
- Hoogte: 3,0 m
- Vleugeloppervlak: 19,7 m²
- Vleugelprofiel: RAF 34
- Leeggewicht: 1329 kg
- Maximum gewicht: 2517 kg
- Motor: 2 × de Havilland Gipsy Six R luchtgekoelde zescilinder omgekeerde lijnmotor, 230 pk (170 kW) elk
- Propeller: tweeblads met variabele spoed (twee-standen: klim en cruise)
- Eerste vlucht: 8 september 1934
- Aantal gebouwd: 5

Prestaties
- Maximumsnelheid: 381 km/u
- Kruissnelheid: 350 km/u
- Overtreksnelheid: 119 km/u
- Plafond: 5800 m
- Klimsnelheid: 4,6 m/s
- Vliegbereik: 4707 km

## Vergelijkbare vliegtuigen
- Caudron C.460
- Granville Gee Bee R-6
- Bellanca 28-70
- Macchi M.39
- Supermarine S.6B